# Roeske Verlag
Der Roeske Verlag in Eschwege war Herausgeber der ersten Computerzeitschrift für Heimcomputer in Deutschland. Die erste Publikation war Homecomputer, die ab März 1983 regelmäßig erschien. Besitzer und Chefredakteur war Ralph Roeske, der schon im Jahr 1979 ein Schachcomputerbuch herausgegeben hatte.
Anfang des Jahres 1985 übernahm der Tronic-Verlag einige Computerzeitschriften vom Roeske Verlag, wie die C.P.U. (Computer Programmiert zur Unterhaltung; eingestellt im Jahr 1986), die Homecomputer (letzte Ausgabe 10/1986), sowie die Compute mit, die ab 1985 monatlich, bis zur Ausgabe 08/1988, weiter erschien.
Danach konzentrierte man sich auf Software und nannte sich in Brilliant Software Verlag um. Erfolgreiche Titel waren:
- Das RP-System (Roeske Programmier System) – Der schnellste Weg zum selbstgeschriebenen Superprogramm (C64/128). Dazu erschienen Erweiterungen in den Jahren 1986–89.
- Bundesliga Total – Sport-Tabellen-Manager erschienen für Commodore PET 2032, VC-20, C64, Apple II, PC (Vertrieb DMV Verlag).
- The Black Knight’s Tournament (nur Amiga).
- Sowie die Entwicklung und der Vertrieb von weltweiter Erotik-Software für Heimcomputer wie u. a. „Girls they want to have fun“.

1987/88 wurde ein erneuter Versuch der regelmäßigen Produktion einer Computerzeitschrift für Amiga und C64 gestartet, und zwar Roeske’s Computer Mag., das „Computer-Magazin für Aufsteiger“. Nach drei Ausgaben hat der Verlag dieses Zeitschriftenkonzept weiterverkauft.
In den 1990er Jahren nannte sich der Verlag in „skydat ...we make your game“ um.

## Publikationen
Folgende Zeitschriften sind in den 1980er Jahren im Roeske Verlag erschienen:
- Compute mit (37/1984–08/1988)
- Computerposter (04–08/1984)
- C.P.U. (9/1983–01/1986)
- Homecomputer (03/1983–10/1986)
- Medien Welt (1985) – war ein Magazin für IT im Unternehmen, das allerdings floppte
- Roeske's Computer Mag. (11/1987–01/1988)